# Deutsch Mór (festő)
Deutsch Mór (Buda?, 1815 körül – 1866 után) festőművész.

## Élete
Egyike volt az 1840-es években Bécsbe távozott magyar festőknek, feltehetőleg, ott is halt meg. Pesten és Rómában végezte tanulmányait. Olaszországból visszatérve egy ideig Pesten dolgozott, de azután Bécsbe költözött. Részt vett az 1834. első pesti Műkiállításon. 1843-ban Pannónia a szépművek pártfogója című képét, 1846. Ruth és Boaz, valamint az irodalom és színpadon akkor divatos zsivány romantikából merített Olasz haramiacsalád című képét, továbbá életképeket: Az erdész; Pipereasztal (1858); A megvizezett leves (1858) állított ki a Pesti Műegylet kiállításain.